# Túnel de Malinta
El Túnel de Malinta (en tagalo: Tunel ng Malinta) es un complejo de túneles construidos por el Cuerpo de Ingenieros del Ejército de los Estados Unidos en la isla de Corregidor en Filipinas. Fue utilizado inicialmente como un dispositivo de almacenamiento a prueba de bombas y búnker de personal, pero más tarde fue equipado como hospital de 1.000 camas. El túnel principal, que corre de este a oeste, es de 831 pies (253 m) de largo, 24 pies (7.3 m) de ancho y 18 pies (5.5 m) de alto. Desviándose de este eje principal hay 13 túneles laterales en el lado norte y 11 túneles laterales en el lado sur. Cada lateral tiene un promedio de 160 pies (49 m) de largo y 15 pies (4,6 m) de ancho. 